# 동티모르 U-23 축구 국가대표팀
동티모르 U-23 축구 국가대표팀은 동티모르를 대표하는 23세 이하 축구 국가대표팀으로 아시아 축구 최약체로 평가되고 있으며 현재까지 하계 올림픽과 AFC U-23 아시안컵 본선 기록은 전무하다.

## 국제 대회 경력

### 아시안 게임
아시안 게임에는 2번(2014년, 2018년) 참가했지만 2번의 대회에서 단 1점의 승점도 획득하지 못한 채 통산 6전 전패, 5득점·28실점의 처참한 성적을 남기며 조별리그 탈락의 쓴 잔을 마셨다.

### 동남아시아 경기 대회
동남아시아 경기 대회에는 6번 참가하여 6번의 대회 모두 조별리그에서 탈락했지만 그나마 2011년 대회에서 2승 3패·6위(B조 3위)를 기록하며 동티모르 축구 역사상 동남아시아 경기 대회 역대 최고 성적을 남겼고 이 과정에서 브루나이와 필리핀을 상대로 승리를 쟁취했다.

### 아세안 U-23 챔피언십
아세안 U-23 챔피언십에는 3번 참가하여 이 중 2022년 대회에서 2승 2무로 4강에 오르는 기염을 토하며 2013년과 2016년 아세안 U-19 챔피언십에 이어 동남아시아 축구 연맹 주관 대회 통산 3번째로 토너먼트 진출에 성공했다.

## 주요 대회 성적

### 올림픽
| 연도                                       | 결과      | 경기      | 승        | 무        | 패        | 득점      | 실점      |
| ------------------------------------------ | --------- | --------- | --------- | --------- | --------- | --------- | --------- |
| 모든 연령의 선수 참가에서 23세 이하로 변경 |           |           |           |           |           |           |           |
| 1992년                                     | 예선 탈락 | 예선 탈락 | 예선 탈락 | 예선 탈락 | 예선 탈락 | 예선 탈락 | 예선 탈락 |
| 1996년                                     | 예선 탈락 | 예선 탈락 | 예선 탈락 | 예선 탈락 | 예선 탈락 | 예선 탈락 | 예선 탈락 |
| 2000년                                     | 예선 탈락 | 예선 탈락 | 예선 탈락 | 예선 탈락 | 예선 탈락 | 예선 탈락 | 예선 탈락 |
| 2004년                                     | 예선 탈락 | 예선 탈락 | 예선 탈락 | 예선 탈락 | 예선 탈락 | 예선 탈락 | 예선 탈락 |
| 2008년                                     | 예선 탈락 | 예선 탈락 | 예선 탈락 | 예선 탈락 | 예선 탈락 | 예선 탈락 | 예선 탈락 |
| 2012년                                     | 예선 탈락 | 예선 탈락 | 예선 탈락 | 예선 탈락 | 예선 탈락 | 예선 탈락 | 예선 탈락 |
| 2016년                                     | ?         |           |           |           |           |           |           |
| 합계                                       | 0/4       | 0         | 0         | 0         | 0         | 0         | 0         |

### 아시안 게임
| 연도                                       | 결과      | 경기      | 승        | 무        | 패        | 득점      | 실점      |
| ------------------------------------------ | --------- | --------- | --------- | --------- | --------- | --------- | --------- |
| 모든 연령의 선수 참가에서 23세 이하로 변경 |           |           |           |           |           |           |           |
| 2002년                                     | 예선 탈락 | 예선 탈락 | 예선 탈락 | 예선 탈락 | 예선 탈락 | 예선 탈락 | 예선 탈락 |
| 2006년                                     | 예선 탈락 | 예선 탈락 | 예선 탈락 | 예선 탈락 | 예선 탈락 | 예선 탈락 | 예선 탈락 |
| 2010년                                     | 예선 탈락 | 예선 탈락 | 예선 탈락 | 예선 탈락 | 예선 탈락 | 예선 탈락 | 예선 탈락 |
| 2014년                                     | 예선 탈락 | 예선 탈락 | 예선 탈락 | 예선 탈락 | 예선 탈락 | 예선 탈락 | 예선 탈락 |
| 2018년                                     | ?         |           |           |           |           |           |           |
| 합계                                       | 0/4       | 0         | 0         | 0         | 0         | 0         | 0         |

### AFC U-23 아시안컵
| 연도   | 결과      | 경기      | 승        | 무        | 패        | 득점      | 실점      |
| ------ | --------- | --------- | --------- | --------- | --------- | --------- | --------- |
| 2014년 | 예선 탈락 | 예선 탈락 | 예선 탈락 | 예선 탈락 | 예선 탈락 | 예선 탈락 | 예선 탈락 |
| 2016년 | 예선 탈락 | 예선 탈락 | 예선 탈락 | 예선 탈락 | 예선 탈락 | 예선 탈락 | 예선 탈락 |
| 2018년 | 예선 탈락 | 예선 탈락 | 예선 탈락 | 예선 탈락 | 예선 탈락 | 예선 탈락 | 예선 탈락 |
| 2020년 | 예선 탈락 | 예선 탈락 | 예선 탈락 | 예선 탈락 | 예선 탈락 | 예선 탈락 | 예선 탈락 |
| 합계   | 0/4       | 0         | 0         | 0         | 0         | 0         | 0         |

- 참고: AFC U-23 아시안컵이 하계 올림픽 아시아 지역 예선 역할을 한다.